# Intel 8259
Intel公司的8259是一系列的可程式化中斷控制器晶片的總稱，當初設計它是為了搭配 8-bit 的 Intel 8085以及 16-bit的Intel 8086等微處理器來使用。此系列的晶片原本包含 8259、8259A、和 8259B，但時至今日，許多製造商已製作了相當多與8259相容的晶片。運作上，8259是一個多工器，它會從多個中斷源中挑出一個中斷信號，並輸出。

## 歷史
關於此系列中的晶片，其差異性並不十分明瞭。據信，NEC開發出 8259A，而8259B只不過是PC/AT上對於8259A的另一種稱呼。
8259一開始雖然是一顆獨立的晶片，但現代主機板上，它成了南橋的一部分。
8259 晶片外觀如下：8支中斷輸入腳，稱為 IRQ0～IRQ7；一支中斷輸出腳，稱為INTR；一支中斷回覆腳，稱為INTA；8支資料傳輸腳，稱為D0～D7，用來對中斷優先權和中斷向量的資訊做溝通。還有 CAS0～CAS2 三支腳，用來串接其他的8259晶片。
可以把多達8個的附屬8259晶片串在一個主8259晶片上，形成一個巨大的、可以處理64個中斷源的中斷控制器，方法是把附屬8259晶片的INT腳接到主8259晶片的其中一條IRQ腳上。
8259內部有三個暫存器：中斷遮罩暫存器（IMR）、中斷請求暫存器（IRR）、和服務中暫存器（ISR）。IRR內儲存的資訊代表某些中斷被觸發了，但尚等待回應；ISR內的資訊代表那些放在EOI（End of Interrupt）的中斷；IMR指示哪些中斷直接忽略。